# Abswurmbachite
L'abswurmbachite (simbolo IMA: Abs) è un minerale molto raro della classe dei minerali "silicati e germanati" con la composizione chimica Cu2+Mn3+6SiO12 ed è quindi chimicamente un silicato di rame-manganese con ioni di ossigeno aggiuntivi. 
Strutturalmente, l'abswurmbachite appartiene ai nesosilicati e si trova nel gruppo della braunite. Prende il nome da Irmgard Abs-Wurmbach come riconoscimento per il suo contributo allo studio delle brauniti.
Insieme alla braunite (Mn2+Mn3+6(SiO4)O8), oltre a formare una serie completa di cristalli misti, l'abswurmbachite appartiene al gruppo della braunite.

## Etimologia e storia
L'abswurmbachite fu trovata per la prima volta a Myli (anche Mili) sul monte Ochi sull'isola di Eubea e ad Apikia (anche Apoikia) sul monte Vasilikon sull'isola di Andro (Grecia) in Grecia. Il minerale è stato analizzato e descritto da Thomas Reinecke, Ekkehart Tillmanns e Heinz-Jürgen Bernhardt, che lo hanno chiamato così in onore della mineralogista tedesca Irmgard Abs-Wurmbach (1938-2020) come riconoscimento dei suoi contributi alla chimica dei cristalli, alle relazioni di stabilità e alle proprietà fisiche della braunite. Poiché per l'analisi è stato utilizzato materiale proveniente da entrambi i siti greci, entrambi sono considerati località tipo.
L'abswurmbachite è stata riconosciuta come minerale indipendente dall'Associazione Mineralogica Internazionale (IMA) nel 1990 con il numero IMA 1990-007.
Il campione tipo del minerale è conservato presso la Smithsonian Institution di Washington e presso l'Istituto di Mineralogia, Geologia e Geofisica dell'Università della Ruhr a Bochum.

## Classificazione
Poiché l'abswurmbachite è stata riconosciuta come minerale indipendente solo nel 1990, non è elencata nell'8ª edizione della sistematica dei minerali di Strunz, che è obsoleta dal 1977. Solo nella Sistematica dei lapis (Lapis-Systematik) di Stefan Weiß, che si basa ancora su questa vecchia edizione di Strunz per rispetto verso i collezionisti privati e delle collezioni istituzionali, il minerale ha ricevuto il sistema e il minerale nº VIII/B.09-05. In questa Sistematica ciò corrisponde alla classe dei "silicati e germanati" e quindi alla divisione dei "nesosilicati con anioni non tetraedrici", dove l'abswurmbachite forma un gruppo indipendente, ma senza nome, insieme a braunite, franciscanite, gatedalite, katoptrite, långbanite, neltnerite, örebroite, welinite e yeatmanite (a partire dal 2018).
Anche la 9ª edizione della sistematica minerale di Strunz, valida dal 2001 e aggiornata dall'Associazione Mineralogica Internazionale (IMA) fino al 2009, classifica l'abswurmbachite nella categoria dei "nesosilicati". Questa viene ulteriormente suddivisa in base all'eventuale presenza di anioni aggiuntivi e alla coordinazione dei cationi coinvolti, in modo che il minerale appartenga alla suddivisione "9.AG Nesosilicati con anioni aggiuntivi; cationi in coordinazione > [6] ± [6]", dove forma insieme a braunite, braunite-II e neltnerite il "gruppo braunite" con il sistema nº 9.AG.05.
La classificazione dei minerali secondo Dana, utilizzata principalmente nel mondo anglosassone, classifica l'abswurmbachite nella classe degli "ossidi e idrossidi". Qui, insieme a braunite, braunite II e neltnerite, è nel "gruppo dell'humite (tetragonale: I41/acd) con Si" con il sistema nº 07.05.01 all'interno della suddivisione degli "ossidi multipli con formula ABX2".

## Abito cristallino
L'abswurmbachite cristallizza nel sistema tetragonale nel gruppo spaziale I41/acd (gruppo nº 142) con i parametri del reticolo a = 9,41 Å e c = 18,55 Å e con 8 unità di formula per cella unitaria.

## Modificazione e varietà
Tra l'abswurmbachite e la braunite c'è una serie completa di cristalli misti, in cui il rame viene gradualmente sostituito dal manganese. Un altro minerale simile è la neltnerite, che contiene calcio invece del rame. Tuttavia, c'è probabilmente uno spazio di miscelazione tra abswurmbachite e neltnerite, in modo che non sia possibile una serie di cristalli misti.

## Origine e giacitura
L'abswurmbachite si forma insieme alla braunite in quarziti-sursassite-piemontiti contenenti manganese e alluminio a pressioni da 7 a 11 kbar e temperature da 300 a 420 °C. Altri minerali associati includono ardennite, hollandite, clinocloro, quarzo, rutilo e shattuckite.
Il minerale è così raro che alla data del 2018 è noto solo in pochi campioni provenienti da meno di 10 siti. Le sue località tipo Myli (Mili) e Apikia (Apoikia) sono le uniche località conosciute in Grecia.
L'unico sito conosciuto in Germania è vicino a Ramsbeck nel comune di Sauerland di Bestwig nel Nord Reno-Westfalia. Inoltre, l'abswurmbachite è conosciuta anche a Papachacra nel dipartimento di Belén in Argentina, alla Solfatara di Pozzuoli in Campania e a Shikokuchūō sull'isola giapponese di Shikoku.

## Forma in cui si presenta in natura
L'abswurmbachite è stata trovata solo sotto forma di grani neri microcristallini di circa 50 μm di dimensione.